# Bissell Development Team/Saison 2014
Dieser Artikel listet Erfolge und Fahrer des Radsportteams Bissell Development Team in der Saison 2014 auf.

## Erfolge in der UCI America Tour
In der Saison 2014 gelangen dem Team nachstehende Erfolge in der UCI America Tour.
| Datum        | Rennen                                               | Kat. | Sieger           |
| ------------ | ---------------------------------------------------- | ---- | ---------------- |
| 1. Mai       | 2. Etappe Tour of the Gila                           | 2.2  | Nicolai Brøchner |
| 3. Juli      | US-amerikanische Meisterschaft – Straßenrennen (U23) | CN   | Tanner Putt      |
| 3. September | 1. Etappe Tour of Alberta                            | 2.1  | Ruben Zepuntke   |

## Zugänge – Abgänge
| Zugänge                  | Team 2013                 | Abgänge          | Team 2014           |
| ------------------------ | ------------------------- | ---------------- | ------------------- |
| Nicolai Brøchner         | Bissell Cycling           | Nathan Brown     | Garmin Sharp        |
| Ruben Zepuntke           | Rabobank Development Team | Lawson Craddock  | Team Giant-Shimano  |
| Clément Chevrier         | Neoprofi                  | Antoine Duchesne | Team Europcar       |
| Geoffrey Curran          | Neoprofi                  | Jasper Stuyven   | Trek Factory Racing |
| Tao Geoghegan Hart       | Neoprofi                  | Gavin Mannion    | 5 Hour Energy       |
| Logan Owen               | Neoprofi                  | Andžs Flaksis    | Rietumu-Delfin      |
| Chris Putt               | Neoprofi                  | Connor O’Leary   | Unbekannt           |
| Keegan Swirbul           | Neoprofi                  | Nathan Wilson    | Unbekannt           |
| Nathan Van Hooydonck     | Neoprofi                  |                  |                     |
| Daniel Eaton (ab 01.08.) | Neoprofi                  |                  |                     |

## Mannschaft
| Name                 | Geburtstag        | Nationalität           |
| -------------------- | ----------------- | ---------------------- |
| Nicolai Brøchner     | 4. Juli 1993      | Dänemark               |
| Clément Chevrier     | 29. Juni 1992     | Frankreich             |
| Geoffrey Curran      | 20. Oktober 1995  | Vereinigte Staaten     |
| Gregory Daniel       | 8. November 1994  | Vereinigte Staaten     |
| Alexander Darville   | 25. Mai 1994      | Vereinigte Staaten     |
| Ryan Eastman         | 28. Juli 1992     | Vereinigte Staaten     |
| Daniel Eaton         | 4. Juli 1993      | Vereinigte Staaten     |
| Tao Geoghegan Hart   | 30. März 1995     | Vereinigtes Königreich |
| James Oram           | 17. Juni 1993     | Neuseeland             |
| Logan Owen           | 25. März 1995     | Vereinigte Staaten     |
| Chris Putt           | 7. November 1993  | Vereinigte Staaten     |
| Tanner Putt          | 24. April 1992    | Vereinigte Staaten     |
| Keegan Swirbul       | 2. September 1995 | Vereinigte Staaten     |
| Nathan Van Hooydonck | 12. Oktober 1995  | Belgien                |
| Ruben Zepuntke       | 29. Januar 1993   | Deutschland            |